# Távirányító

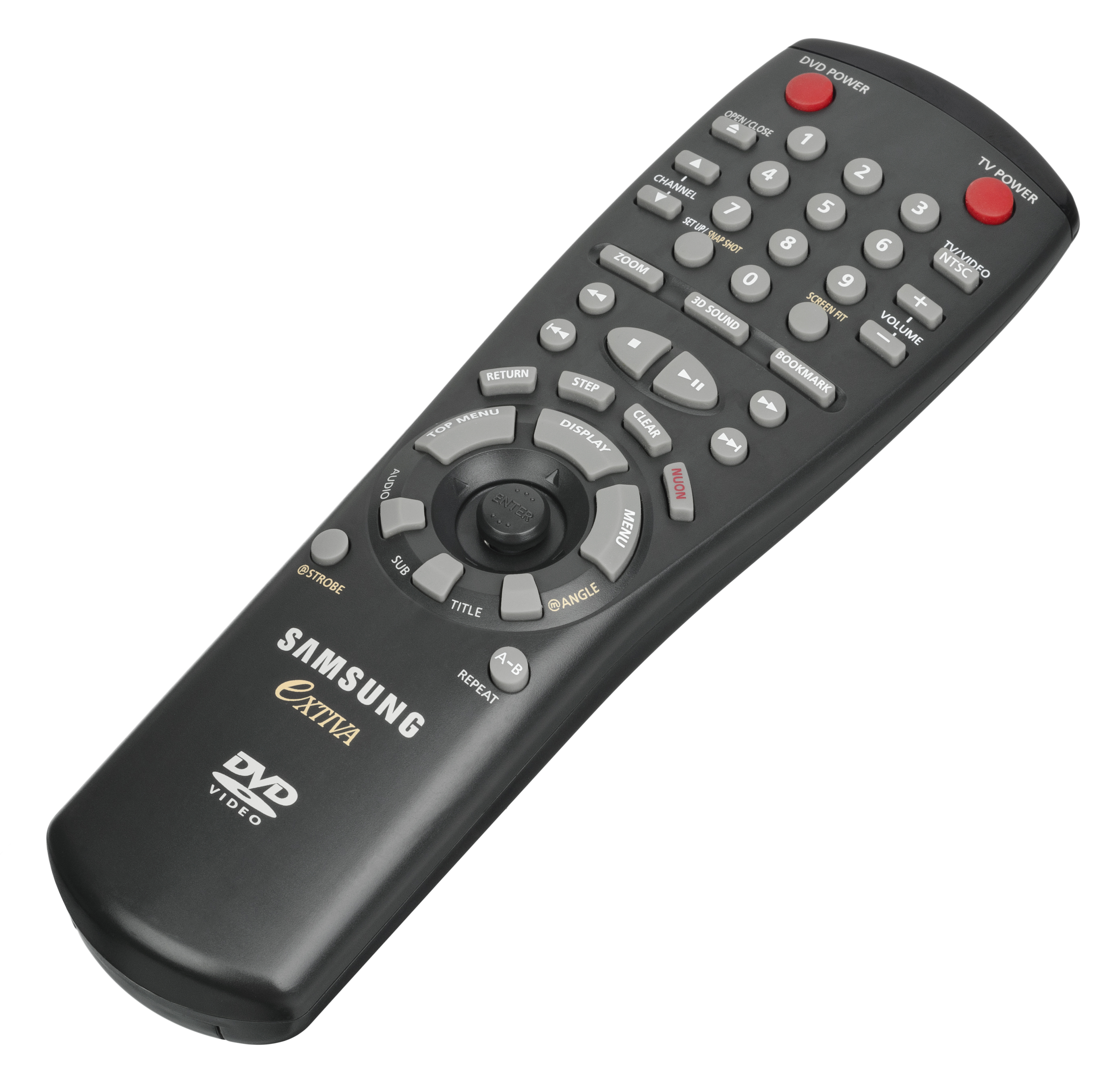
Samsung Nuon N2000 távirányító

A távirányító elektronikai eszközök egy tartozéka, általában valamilyen televízióé, DVD-lejátszóé vagy éppen házimozirendszeré, célja pedig az, hogy a szerkezeteket vezeték nélkül, közepes távolságról vezérelhessük. A távirányítók az utóbbi években számos új tulajdonságra tettek szert, így a modern darabokban már Bluetooth-kapcsolat, mozgásérzékelő és hangfelismerő is található.
A távirányító általában infravörös fény vagy rádiójelek kibocsátásával ad utasításokat az ezek vételére felkészített szerkezetnek, mint amilyenek például a televíziók vagy más elektronikus eszközök. Az ezen eszközökhöz tartozó távirányítók általában kicsi, kézben hordozható, vezeték nélküli tárgyak, amelyeken számos gomb található, melyek az egyes beállításokhoz, funkciókhoz vannak rendelve (csatornaváltás, hangerő beállítása, számkiválasztás stb.). A modern eszközök esetében gyakorlatilag általános, hogy a távirányítón elvégezhető minden szükséges beállítás, míg magán az eszközön csak az alapszintű konfiguráció céljából található néhány gomb. A távirányító kódolása általában egy bizonyos termékvonalra specifikus – azaz az adott eszközhöz tartozó távirányítók más, de ugyanolyan típusú eszközöket is képesek irányítani, ám más típusúakat nem –, de léteznek univerzális távirányítók is, amelyek képesek a legtöbb kereskedelmi forgalomban kapható hagyományos távirányító emulálására.
A leggyakrabban használt jeltovábbítási technológia az infravörös sugárzás. A távirányító ezen a hullámhosszon küld egy sor fényjelzést az eszköz felé, ez pedig az emberi szem számára láthatatlan marad.

## Története
Az első, a mai modern távirányítók elődjének tekinthető távvezérlőt, Nikola Tesla szerb-amerikai feltaláló alkotta meg 1898-ban. Találmányát az Egyesült Államok szabadalmi hivatala a 613 809 számon jegyezte be (eredeti neve a „Method of an Apparatus for Controlling Mechanism of Moving Vehicle or Vehicles”, azaz „Mozgó jármű vagy járművek működését vezérlő szerkezet működése” volt). 1898-ban a technológiát egy elektromos kiállításon mutatta be a nagyközönségnek a Madison Square Gardennél, ahol egy rádióhullámok által vezérelt hajót prezentált. Tesla a hajót úgy hívta, „teleautomaton”.
Leonardo Torres Quevedo 1903-ban mutatta be a Párizsi Tudományos Akadémián a Telekinót, amelyet Franciaországban, Nagy-Britanniában, Spanyolországban és az Egyesült Államokban is szabadalmaztatott. A Telekino lényegében egy robot volt, amely rádióhullámokon keresztül kiadott utasításoknak engedelmeskedett. A feltaláló ezzel a találmányával lerakta a modern távvezérlés alapjait. 1906-ban sikerrel demonstrálta találmánya működését azzal, hogy épségben a partra vezérelt a távolból egy hajót Bilbao kikötőjében. Később azon kezdett dolgozni, hogy a technikát lövedékek és torpedók esetében alkalmazza, a finanszírozás hiánya miatt azonban ezzel fel kellett hagynia.
Az első távirányítású repülőgép 1932-ben szállt fel és a technológia a II. világháború során robbanásszerű fejlődésnek indult. A fejlesztések egyik eredménye volt a német Wasserfall rakéta.
Az első távirányítót, amelyet kifejezetten televíziókhoz terveztek, a Zenith Radio vállalat hozta létre 1950-ben. A „Lazy Bones” névre keresztelt távirányító azonban még vezetéken keresztül csatlakozott a készülékhez. A vezeték nélküli változatot, mely a „Flashmatic” nevet viselte, Eugene Polley fejlesztette ki 1955-ben.
Az igény egy komplexebb távirányító megalkotására 1973-ban jelentkezett komolyabban, amikor a BBC elindította Ceefax teletext szolgáltatását. A kor távirányítóin általában meglehetősen limitált volt a beállítási lehetőségek száma, néha csak három volt található rajtuk: következő csatorna, előző csatorna és hangerő-szabályozás. Ez a típus a teletext használatára nem volt alkalmas, mivel annál az oldalakat háromjegyű azonosítóval látták el, ez alapján lehetett megtalálni őket. Így tehát egy, a teletext igényeinek megfelelő távirányítón szerepelnie kellett a számoknak 0-tól 9-ig, egy funkciógombnak, amellyel a kép és a szöveg között válthat a felhasználó, illetve az olyan gomboknak is helyet kellett kapniuk, mint a csatornaváltás, hangerő-szabályozás, fényerő, színbeállítások stb.

## Univerzális távirányítók
Az ezredfordulóra a háztartásokban található elektronikus eszközök száma nagymértékben megnőtt, s ezekkel együtt természetesen megnövekedett az irányításukra használt távirányítók száma is. A CEA (Consumer Electronics Association – Szórakoztató Elektronikai Szövetség) felmérése szerint egy átlagos amerikai otthonban négy távirányító található.
Egy komplexebb házimozirendszer irányításához akár öt vagy hat távirányítóra is szükségünk lehet - ezek vezérelhetik a kábelt vagy műholdvevőt, a videót vagy digitális videó felvevőt, a DVD-lejátszót, a tv-t és a hangrendszert. A távirányítók közül többet is rendszeresen kell használnia a felhasználónak, és mivel jelenleg nem léteznek előírások, amelyek a távirányítók működésekor esetlegesen fellépő interferenciára vonatkoznának, a folyamat az egyre több eszköz megjelenésével egyre nehézkesebb lesz.
Éppen emiatt válnak egyre népszerűbbé az úgynevezett univerzális távirányítók, amelyek képesek egyszerre több eszköz vezérlésére is azáltal, hogy a többi távirányító kódolását emulálják. Beállításuk általában egy kódlista segítségével történik – a távirányítók váltogatása helyett egyszerűen csak a vezérelni kívánt készülék kódját kell megadni rajtuk.

Különböző távirányítók

## Gesztus- és hangvezérlés
Az első mozgásérzékelővel is felszerelt távirányítót 2006-ban alkotta meg a Hillcrest Labs. A „Loop” először tette lehetővé a felhasználók számára, hogy elektronikus eszközeiket természetes gesztusokkal, kézmozdulatokkal irányíthassák.
A gesztusalapú vezérlés terén a Flowton Technologies vállalat ért el komolyabb áttörést 2013-ban. A gesztusvezérlés kiiktatja a folyamatból a hagyományos távirányító készüléket, a felhasználó mozdulataival közvetlenül, egy virtuális kezelőfelület segítségével irányíthatja az eszközt, vagy választhatja a hangfelismerést is, így szóban is kiadhat utasításokat.